# Puy-Guillaume
Puy-Guillaume – miejscowość i gmina we Francji, w regionie Owernia-Rodan-Alpy, w departamencie Puy-de-Dôme.
Według danych na rok 1990 gminę zamieszkiwały 2634 osoby, a gęstość zaludnienia wynosiła 105 osób/km² (wśród 1310 gmin Owernii Puy-Guillaume plasuje się na 79. miejscu pod względem liczby ludności, natomiast pod względem powierzchni na miejscu 311.).